# Jean Philibert Maret
Pour les autres membres de la famille, voir Famille Maret de Bassano.
Pour les articles homonymes, voir Maret.
 (octobre 2013).
Compléments
Créateur de la direction générale des vivres de la guerre
Jean Philibert Maret, né le 13 mars 1758 à Dijon (Bourgogne) et mort dans la même ville le 20 juillet 1827 , est un haut fonctionnaire et un ingénieur des ponts et chaussées français.
Il occupe notamment le poste de préfet du Loiret sous le Premier Empire.

## Biographie
Fils aîné de Hugues Maret, secrétaire perpétuel de l'Académie des sciences, arts et belles-lettres de Dijon, c'est sous les auspices d'un tel père que Maret est élevé. Ses dispositions particulières le portent vers les sciences exactes et les travaux d'administration publique.
Entré de bonne heure à l'école des ponts et chaussées, Maret, y ayant pris tous ses grades, est employé aux travaux des ports des Sables-d'Olonne, de Cherbourg et du Havre, lorsqu'il est nommé à une place vacante de sous-ingénieur des ponts et chaussées des états de Bourgogne. Il occupe ensuite celle du grand-voyer de la ville de Dijon, et dirige plusieurs travaux importants.
À la Révolution française, il occupe divers emplois supérieurs de l'administration ; sa sévérité lui fait des ennemis qui deviennent puissants en 1793. Mis en réquisition par le Comité de salut public, pour la direction des routes militaires dans les départements du Nord, il échappe aux dangers qui menaçaient sa tête.
Pendant le Directoire, il rentre dans la vie privée, et vit à la campagne, partageant ses loisirs entre l'étude et les soins qu'il donne à la culture de ses propriétés, lorsque, sous le Consulat, il est nommé à la préfecture du Loiret, poste qu'il occupe du 11 ventôse an VIII (2 mars 1800) au 11 germinal an XIV (16 avril 1806). Le 16 mars 1806, il est appelé à siéger au conseil d'État. Il présente, en qualité de conseillers d'État, le code de commerce au Corps législatif.
Le ministère de l'administration de la guerre ayant été créé, le gouvernement y attache trois conseillers d'État, chargés, sous l'autorité du ministre Jean-François-Aimé Dejean, des diverses parties de l'administration. Le comte Maret est choisi pour exercer l'un de ces emplois importants, et obtient dans ses attributions les commissaires des guerres, les hôpitaux et l'habillement des troupes. Le service des vivres avait été jusqu'alors sous le régime des marchés et confié à des munitionnaires-généraux. Scandalisé des fortunes subites acquises au détriment du service public et du trésor de l'état, il est résolu à y mettre un terme. Il supprime les entreprises, et créé une direction générale des vivres de la guerre. Depuis longtemps cette partie de l'administration est signalée comme le patrimoine de la corruption : elle ne pouvait être confiée à des mains assez pures ; mais il fallait joindre à la probité la plus austère, le travail le plus assidu et la surveillance la plus active. Le comte Maret est désigné comme réunissant ces qualités, et la confiance du gouvernement n'a pas été trompée.
Chevalier (26 avril 1808), puis, comte de l'Empire (9 décembre 1809), il est fait Officier de la Légion d'honneur.
Le comte Maret est encore directeur-général des vivres à l'époque de la Restauration française, il cesse bientôt de l'être : il n'est pas même conservé sur la liste du conseil d'État. Rendu à la vie privée dans la force de l'âge, le comte Maret se retire à la campagne en 1814. Une faible pension de retraite (6 000 francs), au titre de conseillers d'État à vie, lui est rendue quelques années après : elle est le seul prix de ses services.
Il décède à Dijon dans la nuit du 19 juillet au 20 juillet 1827 et est inhumé dans le cimetière des Péjoces (Dijon, polygone E, concession 185). La sépulture existe encore de nos jours.

## Vie familiale
Fils de Hugues Maret (1726 ✝ 1786), médecin, et de Jeanne Maléchard (1736 ✝ 1768), il est le frère aîné de Hugues Bernard Maret, duc de Bassano.
Il épouse en 1783 Anne Grabu qui lui donne une fille : Marguerite Barbe Anne Huguette Pierrette (1784 ✝ 15 décembre 1875 - Paris) épouse (mars 1806) du général-comte Michel (1772 ✝ 1815). Leur descendance prit le nom de comtes Michel-Maret.
Il épouse en secondes noces Marie-Thérèse Champagne, dont Hugues, né en 1790, mort jeune.

## Fonctions
- Sous-ingénieur des ponts et chaussées des états de Bourgogne ;
- Grand-voyer de Dijon ;
- Commissaire du Directoire exécutif près l’administration centrale de la Côte-d'Or (nommé le 6 brumaire an VIII, en fonction le 17 brumaire an VIII) ;
- Préfet du Loiret (11 ventôse an VIII (2 mars 1800) - 11 germinal an XIV (16 avril 1806)) ;
- Conseiller d'État : nommé le 16 mars 1806, en service ordinaire de 1806 à 1810, rattaché à la section de l'intérieur, membre du conseil de l'administration de la guerre, membre de la commission des pétitions en 1807, en service ordinaire hors sections de 1810 à 1814, membre du Conseil d'État à vie en 1812 ;
- Directeur général des subsistances.

## Titres et distinctions
- Chevalier Maret et de l'Empire par lettres patentes du 26 août 1808 ;
- Comte Maret et de l'Empire par lettres patentes du 9 décembre 1809 ;
- Officier de la Légion d'honneur[1].

## Pensions, rentes
Dotations : donataire avec rente de 16 000 francs :
- En Poméranie (15 août 1809),
- Sur le canal du Midi (16 janvier 1810),
- En Illyrie (1er janvier 1812).

## Armoiries
| Image | Noms et blasonnement |
| ----- | --- |
|       | Armes de Chevalier Maret et de l'Empire : Tiercé en pal d'or, de gueules, chargé en cœur de l'insigne des Chevaliers légionnaires et d'argent., |
|       | Armes de Comte Maret et de l'Empire : Tiercé en pal d'or, de gueules, chargé en cœur de l'insigne des Chevaliers légionnaires et d'argent ; à la champagne de gueules, chargée d'une main ailée d'or, tenant un niveau du même ; au canton des Comtes Conseillers d'État brochant., |